# Theagenes (bướm)
Theagenes là một chi bướm ngày thuộc họ Bướm nâu.

## Hình ảnh

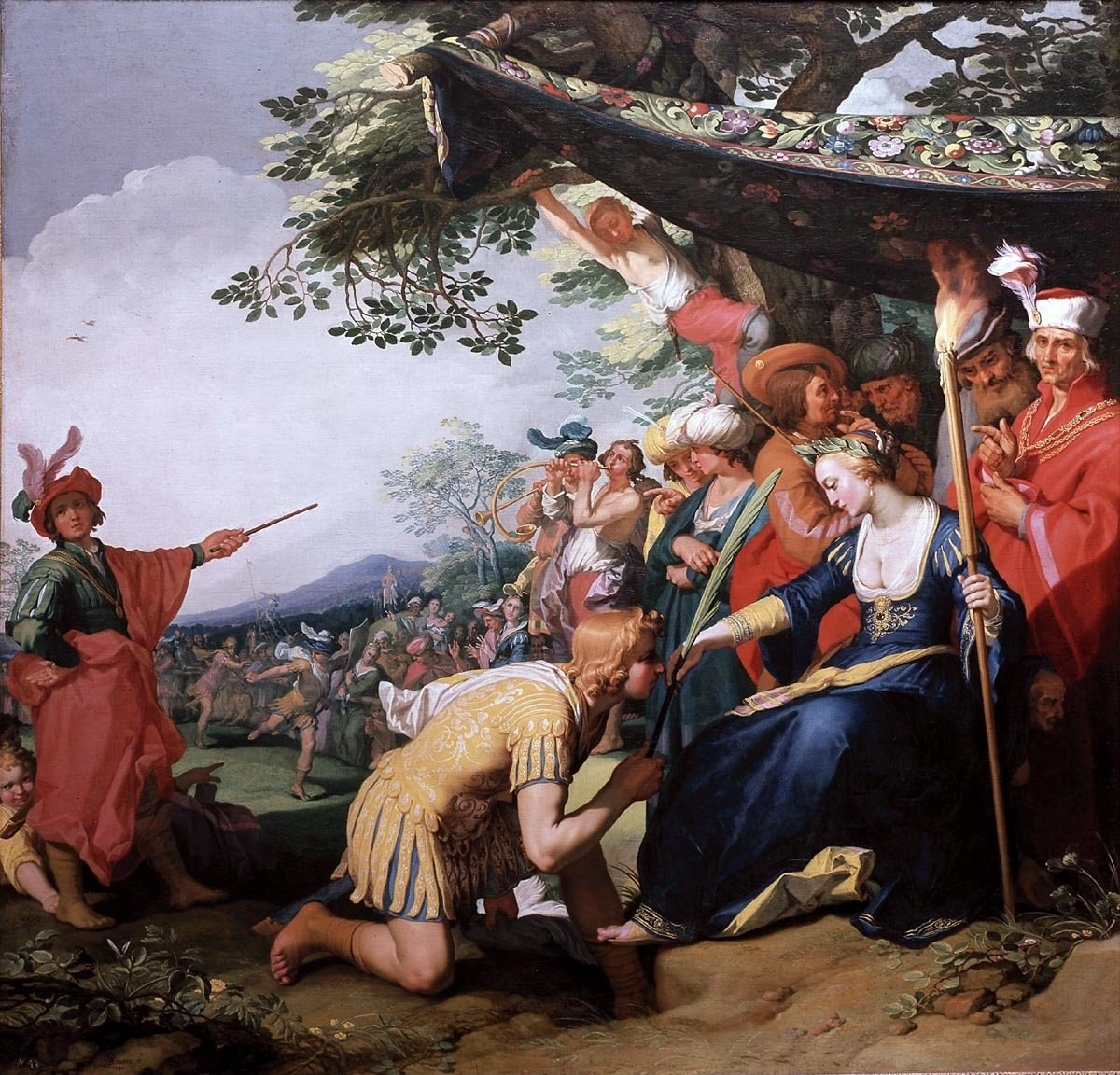